# Styv glasört
Styv glasört (Salicornia stricta) är en amarantväxtart som beskrevs av Barthélemy Charles Joseph Dumortier. Styv glasört ingår i släktet glasörter, och familjen amarantväxter. Arten är reproducerande i Sverige.